# Alca (1919)
Alca var ett motordrivet lastfartyg för torrlast, färdigställt 1919. Det byggdes av AB Östersjövarvet i Norrköping, var länge i åländsk ägo och förliste 1951. 
Fartyget var byggt i komposit (trä på järnspant), 46,6 meter långt, och hade en dräktighet på 438 bruttoregisterton.

## Historik
Fartyget beställdes av bankiren Nils Daniel Hjort i Malmö, sjösattes i november 1918 och döptes till Nils Daniel. Det överläts 1919 på Skånska Rederi AB som döpte om fartyget till Skåne.
Svenska Sockerfabriks AB i Malmö köpte fartyget 1923 och döpte om det till Alca, ett namn som det sedan fick behålla fram till förlisningen 1951. 
Alca förvärvades i början av 1928 av ett partrederi i Mariehamn på Åland, Rederibolaget Alca, företrätt av sjökaptenen Arthur Andersson. Fartyget blev därmed historiskt såsom Ålands första lastfartyg med dieselmotor. Samma år anskaffades också ett lastfartyg med ångdrift, Thornbury. Tidigare motordrivna fartyg på Åland hade varit segelfartyg utrustade med hjälpmotor bortsett från några tidiga sporadiska försök med små last- och passagerarångare. Investeringarna 1928 blev den egentliga starten för maskindrivet tonnage på Åland.
Alca övertogs 1937 av sjöfartsrådet Gustaf Erikson (1872–1947) i Mariehamn genom rederiet Warma. Den 23 november 1939 blev fartyget, på väg från Makslahti (då i Finland, nu i Ryssland) till Rotterdam lastad med telefonstolpar, fångad av den tyska minläggaren Tannenberg och beordrad till Pillau (nu Baltijsk vid Kaliningrad). En dryg månad senare, i början av januari 1940, frisläpptes fartyget och återbördades till de lagliga ägarna.
Kort efter Gustaf Eriksons död 1947 såldes Alca till Ab Borgå Shipping Oy i Borgå, som snart gick i konkurs. Ny ägare 1949 blev ett Helsingforsbaserat rederi.
Alca förliste den 26 augusti 1951 fyra sjömil utanför Söderskärs fyr i Finska viken på väg från Gdynia till Kotka lastad med koks efter en explosion i förpiken. Besättningen kunde räddas.

### Webbkällor
- ”MV Alca [+1951”] (på engelska). Wreck site. https://wrecksite.eu/wreck.aspx?134611. Läst 20 september 2024.

- ”MS ALCA” (på engelska). Äänimeri. https://www.aanimeri.fi/piwigo/index.php?/category/1334. Läst 20 september 2024.

- ”AB Östersjövarfvet”. Arkiverad från originalet. http://web.archive.org/web/20240301225900/https://www.ostersjovarvet.se/historikfakta.htm. Läst 20 september 2024.